# Oriole Park at Camden Yards
Der Oriole Park at Camden Yards (oft nur Oriole Park oder Camden Yards genannt) ist ein Baseball-Stadion in der US-amerikanischen Stadt Baltimore im Bundesstaat Maryland. Der 1992 eröffnete Bau ist die Heimspielstätte der Baltimore Orioles aus der Major League Baseball (MLB). Es wurde 1992 als Ersatz für das Memorial Stadium fertiggestellt.
Das Stadion befindet sich in der Innenstadt von Baltimore und in unmittelbarer Nähe nördlich des M&T Bank Stadium, die Heimat der Baltimore Ravens aus der National Football League (NFL).

## Geschichte

### Konstruktion
Vor dem Oriole Park war der vorherrschende Designtrend bei Baseballstadien der Major League das symmetrische „Mehrzweckstadion“. Das Memorial Stadium, die Heimat der Orioles seit ihrem Umzug aus St. Louis im Jahr 1954, war ein frühes Beispiel für ein solches Design.
1984 zogen die Baltimore Colts nach Indianapolis um, unter anderem weil die Behörden von Baltimore und Maryland sich weigerten, Geld für einen Ersatz für das Memorial Stadium bereitzustellen. Da man nicht riskieren wollte, auch noch die Orioles zu verlieren, begannen die Verantwortlichen der Stadt und des Bundesstaates sofort mit der Planung eines neuen Stadions, um die Orioles in der Stadt zu halten.
Der Masterplan wurde von der internationalen Designfirma RTKL entworfen. Das Stadiondesign wurde von dem Architekturbüro HOK Sport fertiggestellt, das vier Jahre zuvor mit Pilot Field in Buffalo, New York, Pionierarbeit im Bereich der Retro-Ballparks in den unteren Ligen geleistet hatte.
Der ursprüngliche Entwurf von HOK Sport war dem neuen Comiskey Park sehr ähnlich. Auf Drängen der architektonischen Beraterin Janet Marie Smith lehnten die Orioles den Entwurf jedoch ab, da sie einen Park im Retrostil bevorzugten. Smith war von Larry Lucchino, dem Präsidenten und CEO der Orioles, beauftragt worden, das Team als Vizepräsidentin für Planung und Entwicklung bei der Gestaltung des Parks zu vertreten. Die in Baltimore ansässige Firma Ashton Design wurde mit dem Projekt betraut, um die Beschilderung, Grafiken, Illustrationen und Logos zu entwickeln, die das Stadion zieren sollen. Ashtons Vintage-Designs, die die Ursprünge des Teams aus der Jahrhundertwende widerspiegeln, erwiesen sich als einflussreich und die Firma wurde aufgefordert, ähnliche Retro-Neugestaltungen des Fenway Parks und des Dodger Stadium durchzuführen.
Die Bauarbeiten begannen im Jahr 1989 und dauerten 33 Monate. Der ehemalige Besitzer der Orioles, Eli Jacobs, plädierte für den Namen Oriole Park, während der damalige Gouverneur von Maryland, William Donald Schaefer, Camden Yards favorisierte. Nach heftigen Debatten wurde ein Kompromiss erzielt, und es wurde beschlossen, beide Namen zu verwenden.

### 1992–2008
Das erste Spiel im Oriole Park at Camden Yards war am 3. April 1992, ein 5:3-Sieg gegen die New York Mets vor 31.286 Zuschauern. Offiziell eröffnet wurde der Park drei Tage später, am 6. April, bei einem 2:0-Sieg gegen die Cleveland Indians vor 44.568 Zuschauern. Chris Hoiles erzielte den ersten offiziellen Run im Oriole Park mit einem Ground-Rule-Double, das Sam Horn im fünften Inning erzielte.
Camden Yards war 1993 Austragungsort des MLB All-Star Game.
Am 18. Juni 1994 wurden bei einem Rolltreppenunfall 43 Menschen verletzt. Eine der mehrstöckigen Rolltreppen des Stadions, die mit Fans auf dem Weg zu ihren Sitzen im Oberdeck überfüllt war, kippte nach hinten und schleuderte die Fahrgäste auf den unteren Treppenabsatz. Am 6. September 1995 schlug Eddie Murray den 500sten Homerun seiner Karriere im Oriole Park.
Zwei orangefarbene Sitze heben sich von den dunkelgrünen Plastikstühlen des Parks ab. Der eine befindet sich in Abschnitt 96, Reihe 7, Sitz 23 auf der rechten Mittelfeldtribüne (offiziell als Eutaw Street Reserve bekannt) und erinnert an die Stelle, an der Murrays 500. Homerun landete. Der andere, Abschnitt 86, Reihe FF, Sitz 10 auf der Tribüne im linken Spielfeld, war die Stelle, an der Cal Ripken Jr. seinen 278. Homerun als Shortstop erzielte und damit den Rekord der Chicago-Cubs-Legende Ernie Banks auf dieser Position brach. Dieser Homerun wurde am 15. Juli 1993 geschlagen.
Der große Erfolg von Camden Yards löste einen Trend zum Bau traditionellerer, fanfreundlicherer Baseballstadien in den Innenstädten der USA aus.

### Renovierungen

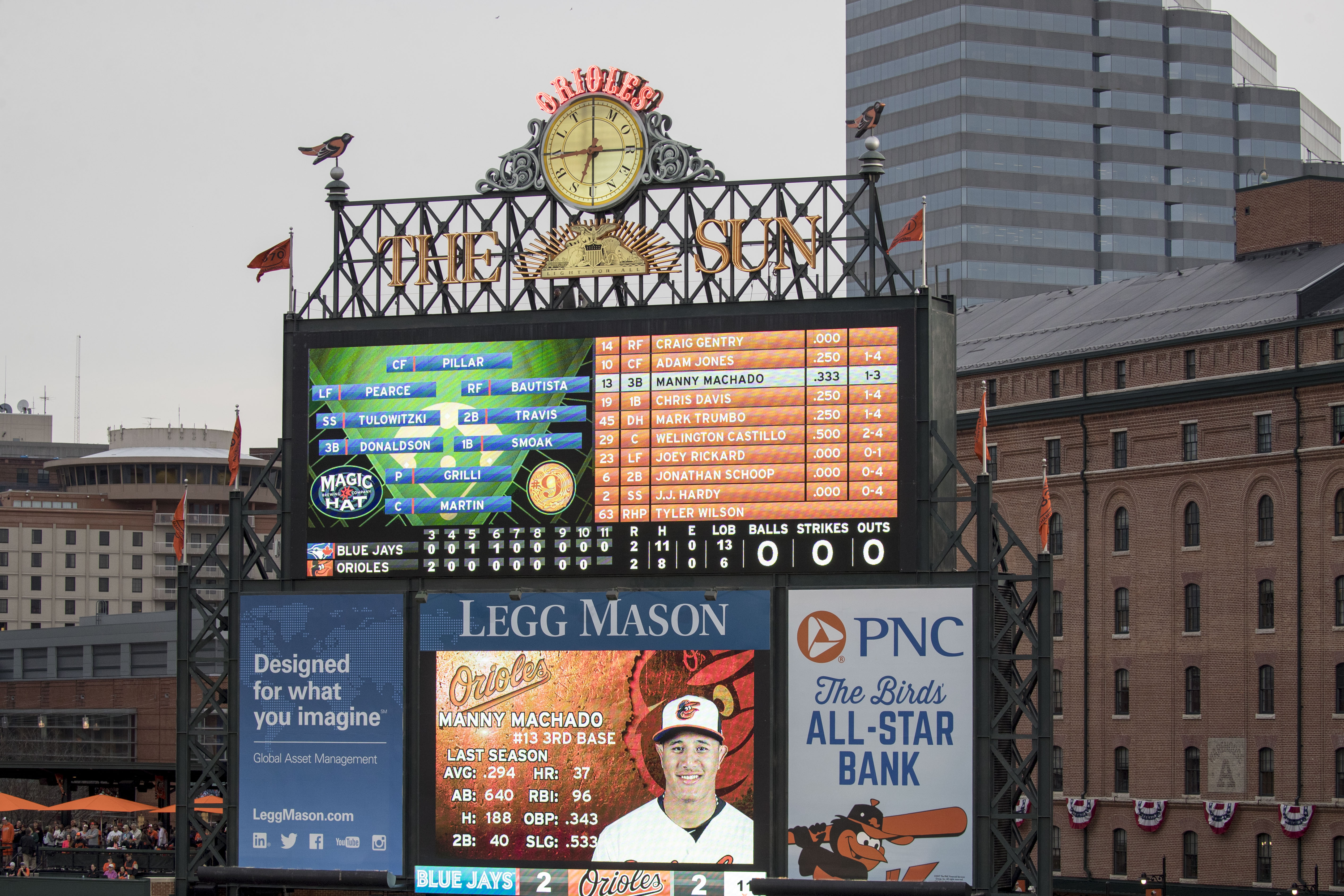
Die Anzeigetafel im Oriole Park

Nach der Saison 2008 wurden eine neue HD-Videowand und eine Anzeigetafel unter der rechten Spielfeldtribüne installiert. Ein neues High-Fi-Beschallungssystem wurde 2009 rund um den Ballpark installiert. Vor Beginn der Saison 2011 nahmen die Orioles zahlreiche Verbesserungen an ihrem Heimstadion und an ihrem Frühjahrstrainingszentrum, dem Ed Smith Stadium, vor. Alle Sitze in den unteren Rängen wurden ausgetauscht. Außerdem wurden mehrere Skyboxen entfernt und renoviert, um Platz für zwanglosere Party-Suiten zu schaffen. Durch die Renovierung verringerte sich das Fassungsvermögen des Oriole Park von 48.876 auf 45.971 Plätze, was ihn mit neueren Ballparks vergleichbar macht.
In der Off-Season 2011/12 kündigten die Orioles in Vorbereitung auf den 20. Jahrestag der Eröffnung des Parks weitere Modernisierungen in Camden Yards an. Zu diesen Verbesserungen gehörten die Erweiterung der Auswahl an Essen, die Verbreiterung des Oberdecks, die Installation einer Nachbildung des ursprünglichen Vordachs des B&O Railway Warehouse und die Einrichtung einer Lounge über dem Batter's Eye im Center Field, die zuvor für die Fans unzugänglich war. Alle Fans haben Zugang zum Stehplatzbereich der Lounge und die Fans können Tickets für Sitzplätze kaufen. Die Orioles eröffneten außerdem die Dempsey's Bar and Grill, benannt nach dem langjährigen Orioles-Catcher und TV-Moderator Rick Dempsey. Das Team errichtete außerdem Bronzestatuen aller Oriol Baseball Hall of Famer im Picknickbereich hinter den Bullpens im linken Mittelfeld. Außerdem wurde die Wand des rechten Feldes von 7,6 m (25 Fuß) auf 6,4 m (21 Fuß) abgesenkt, um die Sicht auf das Spielfeld von der Eutaw Street aus zu verbessern.

### Versperrte Aussicht auf die Skyline
In den Jahren 2007 und 2008 wurde mit dem Bau von zwei großen Gebäuden jenseits der Außenmauern des Stadions begonnen, ein Hilton Hotel mit 757 Zimmern nördlich des Stadions und ein Hochhaus mit Wohnungen, die beide 2009 fertiggestellt wurden, die von den meisten Bereichen der Tribüne aus den Blick auf die Skyline der Stadt versperren.

### Änderungen der Feldabmessungen
Im Januar 2022 kündigte Mike Elias, General Manager der Orioles, eine Änderung der Abmessungen des linken Spielfelds von Camden Yards an, um die Neigung des Stadions zu Homeruns zu verringern. Die Änderungen, die ersten an der Größe der Spielfläche des Stadions seit zwei Jahrzehnten, erhöhten die Höhe der Wand von 2,1 m (7 Fuß) auf 4,0 m (13 Fuß) und verschoben sie um 8,1 m (26+1⁄2 Fuß) nach hinten, wie das Team mitteilte. Die neue Konfiguration führte dazu, dass die ersten 10 Reihen der Tribünenplätze im Außenbereich in den Abschnitten 72–86 wegfielen, was eine Nettoverringerung von etwa 1.100 Plätzen bedeutete. Die Major League Baseball genehmigte die Anpassungen, die den Bereich von der linken Spielfeldecke bis zu den Bullpens im linken Mittelfeld abdecken.

## B&O Warehouse
Die Stadionplaner haben das Lagerhaus in die Architektur des Ballparks integriert, anstatt es abzureißen oder abzuschneiden. In den Etagen des Lagerhauses befinden sich Büros, Servicebereiche und ein Privatclub der Orioles. Das Lagerhaus wurde noch nie von einem legalen Homerun während eines regulären Spiels getroffen. Mehrere Spieler haben jedoch Berichten zufolge die Wand während des Schlagtrainings getroffen und sie wurde von Ken Griffey Jr. während des Home Run Derby im Zusammenhang mit dem MLB All-Star Game 1993 getroffen.

## Eutaw Street
Die Eutaw Street, die sich zwischen dem Stadion und dem B&O Warehouse befindet, ist für den Autoverkehr gesperrt. Entlang dieser Straße können die Zuschauer das Spiel beobachten oder die zahlreichen Geschäfte und Restaurants besuchen, darunter auch der Grillstand des ehemaligen Oriole-Stars Boog Powell. An Spieltagen benötigen Fußgänger eine Eintrittskarte, um den an das Stadion angrenzenden Teil der Eutaw Street zu begehen. An spielfreien Tagen ist die Straße jedoch für jedermann zugänglich, während der Zugang zum Stadion gesperrt ist. Wenn ein Spiel ausverkauft ist, können Fans ermäßigte Stehplatztickets erwerben, die sie berechtigen, die Eutaw Street zu betreten und das Spiel von zwei ausgewiesenen Stehplätzen aus zu verfolgen.
Viele Homeruns sind auf der Eutaw Street gelandet, und die Orioles-Organisation hat die Stellen mit kleinen, in die Straße eingelassenen Bronzetafeln in Form eines Baseballs markiert. Der erste Homerun, der die Eutaw Street erreichte, wurde von Mickey Tettleton von den Detroit Tigers am 20. April 1992 geschlagen.

## Besucher
Zwischen 1992 und 2000 hatten die Orioles durchschnittlich mehr als 40.000 Zuschauer pro Spiel, mit einer Gesamtzahl von 3,71 Millionen Menschen in der Saison 1997. Seitdem ist die Zahl der Besucher in der Saison 2009 auf 1,9 Millionen gesunken.
Der aktuelle höchste Besucherrekord liegt bei 49.828, der am 10. Juli 2005 gegen die Boston Red Sox aufgestellt wurde. Am 12. April 2010 wurde die Marke für geringe Besucherzahlen gesetzt, als nur 9.129 Fans die Orioles beim Spielen der Tampa Bay Rays sahen. Am 29. April 2015 war das Stadion nach den Unruhen in Baltimore wegen Freddie Gray praktisch leer. Nur zwei Scouts, ein Scoreboard-Bediener und die Spieler waren im Stadion und die offizielle Zuschauerzahl war 0. Dies markiert das erste Mal in der Geschichte der MLB, dass das Publikum nicht an einem Baseballspiel teilnehmen durfte.

## Auszeichnungen und Anerkennungen
Im März 2013 wurde der Oriole Park in einer Top Ten von TripAdvisor zur Nummer 3, hinter dem PNC Park in Pittsburgh und dem AT&T Park in San Francisco, der Baseballplätze in den USA ernannt.

## Weitere Veranstaltungen
Am 8. Oktober 1995 feierte Papst Johannes Paul II. eine Messe im Oriole Park im Rahmen seines Besuchs.
Der Oriole Park wird auch für Konzerte genutzt.